# Attentats de Charm el-Cheikh du 23 juillet 2005
 (mai 2013).

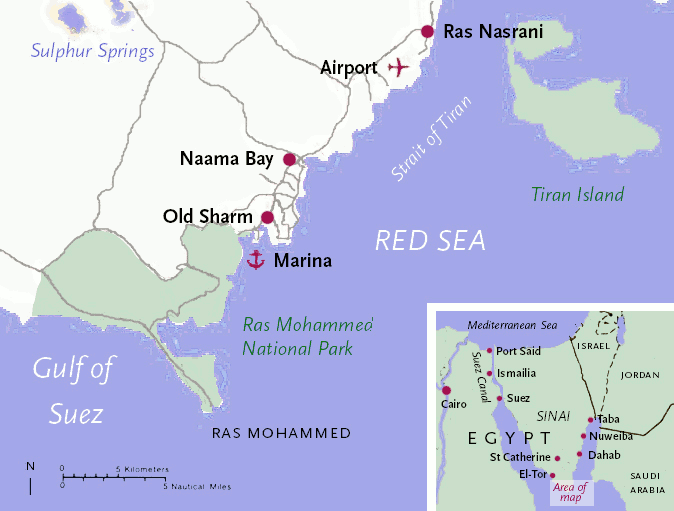
Carte de situation

Des attentats ont eu lieu en Égypte à Charm el-Cheikh dans la nuit du 22 juillet au 23 juillet 2005, jour de la fête nationale égyptienne.  Une série de sept explosions presque simultanées ont eu lieu à 1 h 15 (locale) (22 h 15 GMT) touchant :
- le parking du Vieux marché où un minibus rempli d'explosifs a explosé ;
- le parking de l'hôtel Mövenpick, où un sac rempli d'explosifs a explosé ;
- l'hôtel Ghazala Gardens dans le quartier de Naama Bay, qui a été complètement détruit par une voiture piégée qui s'est projeté dans la réception de l'hôtel.

Les explosions ont été ressenties sur plusieurs kilomètres. Seul l'attentat contre l'hôtel Ghazala Gardens serait dû à un kamikaze, les autres explosions auraient été déclenchées à distance.
Les conséquences économiques pourraient être importantes pour l'Égypte[Quand ?]. En effet, les voyagistes occidentaux ont dû affréter des avions spéciaux pour assurer le retour des touristes, qui ont exprimé le désir d'écourter leurs vacances, tandis que d'autres proposaient le remboursement aux voyageurs ne désirant plus partir à Charm el-Cheikh.

## Bilans humains
Le bilan fourni par le gouverneur du sud-Sinaï[Quand ?] fait état de 88 morts et de plus de 200 blessés, dont la plupart dans un état critique.

## Réactions
Les condamnations de la communauté internationale sont unanimes :
- le ministre égyptien du tourisme Ahmed el Maghrabi a estimé que les attentats « visaient à terroriser la population et à l'empêcher de se déplacer et de voyager » ;
- la secrétaire d'État américaine Condoleezza Rice a déclaré : « Nos pensées et nos prières accompagnent les familles et les victimes innocentes venues de nombreux pays qui ont souffert dans cette attaque insensée » ;
- le ministre britannique des Affaires étrangères Jack Straw a dénoncé l'atrocité de ces attentats ;
- le gouvernement irakien a exprimé sa « profonde sympathie et ses condoléances » ;
- Shimon Peres, vice-premier ministre israélien déclare que « le monde entier doit combattre en bloc le terrorisme » ;
- Silvio Berlusconi a fermement condamné les attentats et a déclaré que « le massacre de Charm el-Cheikh confirme que nous sommes confrontés à une intensification barbare des actions de mort » ;
- le gouvernement iranien a présenté ses condoléances à l'Égypte ;
- la Syrie a apporté son soutien à l'Égypte ;
- le Premier Ministre jordanien Adnane Badrane a plaidé pour « une plus grande coopération internationale pour lutter contre le terrorisme » ;
- l'émir du Koweït, cheikh Jaber Al-Ahmad Al-Sabah, a qualifié les explosions de Charm el-Cheikh de « terroristes et criminelles » ;
- le roi du Maroc Mohammed VI a fermement condamné les attentats ;
- le président français Jacques Chirac a affirmé « la détermination absolue de la France à lutter partout contre ce fléau qu'est le terrorisme et que rien ne saurait jamais justifier » ;
- le chancelier allemand Gerhard Schröder a déclaré : « Nous ne devons pas fléchir dans le combat contre le terrorisme international » ;
- le président russe Vladimir Poutine a condamné également les attentats ;
- le ministère japonais des Affaires étrangères a condamné « l'acte de terrorisme atroce » commis à Charm el-Cheikh ;
- le président sud-africain Thabo Mbeki s'est déclaré « choqué et consterné » ;
- José Manuel Durão Barroso, président de la Commission européenne a exprimé son « horreur ».

## Premières hypothèses et enquête
Ces attentats interviennent dans le contexte de l'élection présidentielle de 2005. Le président égyptien avait dans un premier temps ouvert cette élection à tous les candidats, puis s'était dans un second temps rétracté, en ne laissant la possibilité qu'aux candidats appartenant à des mouvements ayant pignon sur rue. Cette exclusion des parties islamistes pourrait être une motivation pour les terroristes.
Les attentats ont été revendiqués le 23 juillet 2005 par le groupe Al-Qaïda au pays du Levant et en Égypte, le 25 juillet 2005 par un groupe nommé les Mujadines d'Égypte et le 26 juillet par un mouvement nommé Groupe Taouhid et Djihad en Égypte.  Ces revendications ont été considérées comme douteuses.
Les services de sécurité ont annoncé avoir arrêté 95 personnes dans la région de Charm el-Cheikh. Les autorités sont à la recherche de six Pakistanais[Quand ?] dont les photos ont été diffusées à toutes les forces de police. L'adjoint du ministre de l'Intérieur, le général Mohammed Chaaraoui, qui dirige l'équipe chargée de l'enquête à Charm el-Cheikh a déclaré que « les informations selon lesquelles les services de sécurité égyptiens seraient à la recherche de six Pakistanais suspectés d'implication dans les attentats sont dénuées de tout fondement ». Il a aussi démenti la distribution, par la police égyptienne, de photos de ces ressortissants pakistanais. 
Le 7 septembre 2006, trois personnes impliquées dans l'attentat ont été condamnées à mort.

### Rebondissement: Un scandale d'état
Peu après la révolution tunisienne, fin février 2011, des manifestants ont investi le bâtiment du ministère de l'Intérieur, qui abrite le siège des tout puissants services secrets. Selon certains documents découverts à cette occasion, le groupuscule islamique auteur de l'attentat aurait été manipulé par les services secrets égyptiens.